# BM Altea
Balonmano Altea (BM Altea) var en spansk handbollsklubb från Altea i provinsen Alicante. Klubben grundades i september 1974. Säsongen 1999/2000 kvalificerade klubben sig till den högsta spanska handbollsdivisionen, Liga Asobal. Säsongen 2003/2004 gick laget till final i EHF-cupen, men förlorade mot THW Kiel.
I augusti 2007 blev klubben tvångsnedflyttad till tredje divisionen på grund av finansiella problem, och i slutet av säsongen 2007/2008 lades klubben ned.

## Spelare i urval
- Lars Jørgensen (2001–2004)
- Ivan Nikčević (2005–2007)
- Sergej Pogorelov (2004–2005)